# Hiroya Oku
奥・浩哉
Œuvres principales
- Hen
- Zero One
- Gantz
- Last Hero Inuyashiki
- Gigant

Hiroya Oku (奥 浩哉, Oku Hiroya) est un mangaka né le 16 septembre 1967 à Fukuoka dans la préfecture du même nom au Japon.

## Carrière
Hiroya Oku va travailler quatre ans aux côtés de Naoki Yamamoto, un artiste de notoriété locale[réf. souhaitée].
Pré-publié à partir de 1989 dans le magazine Young Jump, l'auteur sort son premier manga Hen, en 1991, constitué de deux parties (Strange - treize volumes - d'avril 1991 à avril 1995 et Strange Love - huit volumes - de septembre 1995 à juin 1997) dans lesquels il expose des relations intimes au travers des différents genres (homosexuel  et hétérosexuel). Ce manga n'est pas publié en France alors qu'une réédition est en cours au Japon. Il existe également deux OAV sortie en 1997.
01 Zero One est pré-publié dans Young Jump à partir de 1999. L'histoire autour d'un tournoi de jeu vidéo ne rencontre pas son public et la publication s'arrête en 2000. L'auteur y exploite des modèles en 3D pour les décors et les personnages. Il est publié en France en 2003, chez Génération comics.
En 2000, l'auteur commence Gantz, pré-publié dans Young Jump, et le succès est au rendez-vous. Il est édité en France chez Tonkam. Le manga est édité en 37 tomes et une édition deluxe intitulée Gantz Perfect Edition est sortie au Japon entre décembre 2015 et août 2016. En France la perfect edition est sortie entre juillet 2017 et novembre 2018 et compile les 37 tomes en 18 tomes plus gros. Ce manga est vraiment le pied d'appui de 'Hiroya Oku qui a permis à sa carrière de décoller. Il a révolutionné le manga de SF et a permis une ouverture à la 3D dans les mangas.
Me~teru no Kimochi a débuté en août 2006 et s'est terminée en mars 2007. Elle met en scène un hikikomori qui, à la suite du décès de son père, doit vivre en compagnie de la nouvelle épouse de ce dernier.
En Juillet 2009 est publiée au Japon Gantz Minus compilé en 1 seul tome. Il raconte l'histoire de la team de Tokyo avant le début de la série principale. On y voit Izumi et Nishi avant leurs rencontres avec Kei. Il est édité en Février 2002 en France par Tonkam.
Gantz:G est un spin-off de la série Gantz se déroulant dans un univers parallèle à la série d'origine. Il reprend le même principe que Gantz.
Kei, et ses camarades de classe lycéens sont dans un bus scolaire et passent du bon temps. Soudainement, le conducteur s'évanouit, et le bus se retrouve précipité du haut d'un pont. Croyant que tout est fini, les élèves se réveillent tant bien que mal dans une étrange pièce miteuse, où une étrange sphère noire: Gantz, et d'autres personnes en justaucorps noirs les convieront à participer à une épreuve de survie... Le manga est sorti en 2015 au Japon et en août 2017 en France par Tonkam et est compilé en 3 tomes.
En janvier 2014 débute Last Hero Inuyashiki, œuvre centrée sur les vies d'un vieillard malade et d'un adolescent dont les corps ont été détruits par accident et reconstruits par des extraterrestres, les rendant quasi-omnipotents.

## Œuvres
- 1991-1997 : Hen (Strange / Strange Love), 13 volumes + 8 volumes publiés par Shūeisha (pré-publié dans le magazine Weekly Young Jump)
- 1999-2000 : 01 Zero One, 3 volumes publiés par Shūeisha (pré-publié dans le magazine Weekly Young Jump)
- 2000-2013 : Gantz, 37 volumes publiés par Shūeisha (pré-publié dans le magazine Weekly Young Jump). La version française est éditée par Tonkam.
- 2006-2007 : Me~teru no Kimochi, 3 volumes publiés par Shūeisha (pré-publié dans le magazine Weekly Young Jump)
- 2009 : Gantz Minus, 1 volume. La version française est éditée par Tonkam.
- 2014-2017 : Last Hero Inuyashiki, 10 volumes publiés par Kōdansha (pré-publié dans le magazine Evening). La version française est éditée par Ki-oon.
- 2015-2017 : GANTZ:G, dessiné par Iizuka Keita et compilé en 3 volumes. La version française est éditée par Tonkam.
- 2017-2021 : Gigant, publié par Shōgakukan (pré-publié dans le magazine Big Comic Superior). La version française est éditée par Ki-oon.
- Depuis 2020 : Gantz:E

## Récompense
- 1988 - 2e Prix du Youth Manga Awards[Quoi ?] sous le pseudonyme de Yahiro Kuon pour Hen[réf. nécessaire]

### Source
- (en) Cet article est partiellement ou en totalité issu de l’article de Wikipédia en anglais intitulé « Hiroya Oku » (voir la liste des auteurs).